# Pleasant Hill (Luisiana)
Pleasant Hill es una villa ubicada en la parroquia de Sabine en el estado estadounidense de Luisiana. En el Censo de 2010 tenía una población de 723 habitantes y una densidad poblacional de 172,96 personas por km².

## Geografía
Pleasant Hill se encuentra ubicada en las coordenadas 31°48′55″N 93°30′59″O / 31.81528, -93.51639. Según la Oficina del Censo de los Estados Unidos, Pleasant Hill tiene una superficie total de 4.18 km², de la cual 4.18 km² corresponden a tierra firme y (0%) 0 km² es agua.

## Demografía
Según el censo de 2010, había 723 personas residiendo en Pleasant Hill. La densidad de población era de 172,96 hab./km². De los 723 habitantes, Pleasant Hill estaba compuesto por el 55.05% blancos, el 41.08% eran afroamericanos, el 2.07% eran amerindios, el 0% eran asiáticos, el 0% eran isleños del Pacífico, el 0% eran de otras razas y el 1.8% pertenecían a dos o más razas. Del total de la población el 2.07% eran hispanos o latinos de cualquier raza.